# Hymenolobium mesoamericanum
Hymenolobium mesoamericanum là một loài thực vật có hoa trong họ Đậu. Loài này được H.C.Lima miêu tả khoa học đầu tiên.